# Амосов, Фёдор (мореплаватель)
Фёдор Амосов (XVIII век) — русский мореплаватель, боярский сын. В 1723—1727 годах пытался исследовать Медвежий и другие острова Ледовитого океана в части, ныне именуемой Восточно-Сибирским морем. Назван Иваном Штукенбергом последним из русских мореплавателей, предпринимавших путешествие на загадочный большой Медвежий остров в «Ледовитом море», между устьями Колымы и Индигирки, существование которого подтверждал Сарычев в 1789 году.

## История
В 1645 году до якутского воеводы дошли слухи о большом, обильном зверями острове в Ледовитом море против устья Колымы. Из казаков и промышленников того времени, первым его видел Михаил Стадюхин, потом Никифор Мальгин, ещё позже Михаил Наседкин, Иван Шамаев, Алексей Поротов, Яков Пермаков и Меркул Вагин.
В 1723 году боярский сын Фёдор Амосов явился в Якутск с предложением предпринять поиски острова, о котором, по его уверению, он уже имел предварительные сведения; по его мнению, остров занимал всё пространство моря между Яной и Индигиркой. Когда его предложение было одобрено, он отправился с несколькими людьми к устью Колымы, чтобы оттуда пуститься в море. Там он встретился с промышленником Иваном Вилегиным, который рассказал, что сам был на том острове в 1720 году, и что остров простирается от Яны далее устья Колымы. Но Вилегин не был уверен, точно ли это остров или скорее полуостров. Эту землю, по его словам, можно было видеть в ясную погоду с твёрдой земли от устья Чукочьей.
По причине густого льда, шедшего из устья Колымы, Амосов не мог выйти в море; он сделал попытку в 200 верстах далее на восток, от берега, где кочевали шелаги, племя чукчей, под начальством Копая; но и там был остановлен льдами и сильным ветром, и наконец, не добившись успеха, вынужден был возвратиться в Якутск.

### Другие исследователи
Гавриил Сарычев, путешествовавший по берегам Восточной Сибири в 1789 году под начальством Биллингса, был убеждён, что эта земля существует. Около той части берега Ледовитого моря, которая должна быть напротив этой земли, он нашёл совершенно беспорядочное течение и такое повышение и понижение уровня моря, какого не бывает в открытом океане, что дало повод заключить о существовании морского пролива. Продолжительный и сильный юго-западный ветер, который 22 и 23 июня непременно должен был бы гнать лёд в открытое море и очистить от него берега, если бы не было вблизи острова, не произвёл на лёд ни малейшего действия; что нельзя объяснить иначе, как тем, что лёд задерживался лежащим напротив островом. В то же время Тимофей Шмалев узнал от чукчей, что напротив Шелагского мыса был обитаемый остров, до которого зимой можно было добраться по льду на оленях за один день.